# Aegis BMD

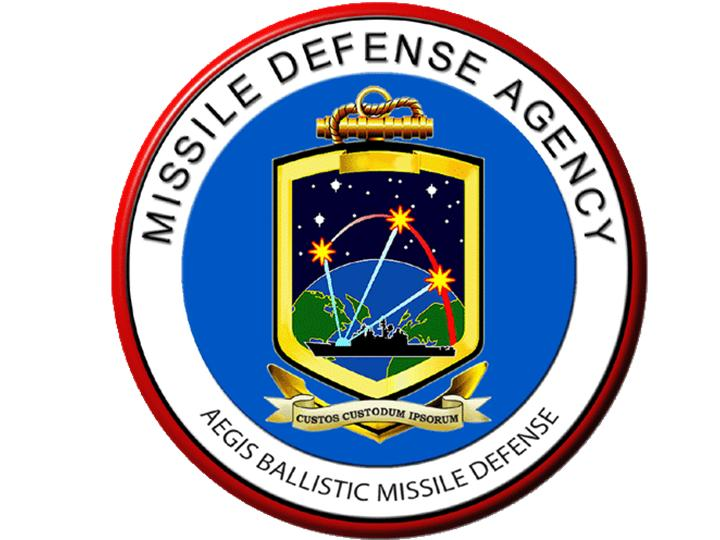
Az Aegis BMD logója és mottója: Custos Custodum Ipsorum („A vigyázók vigyázója”)

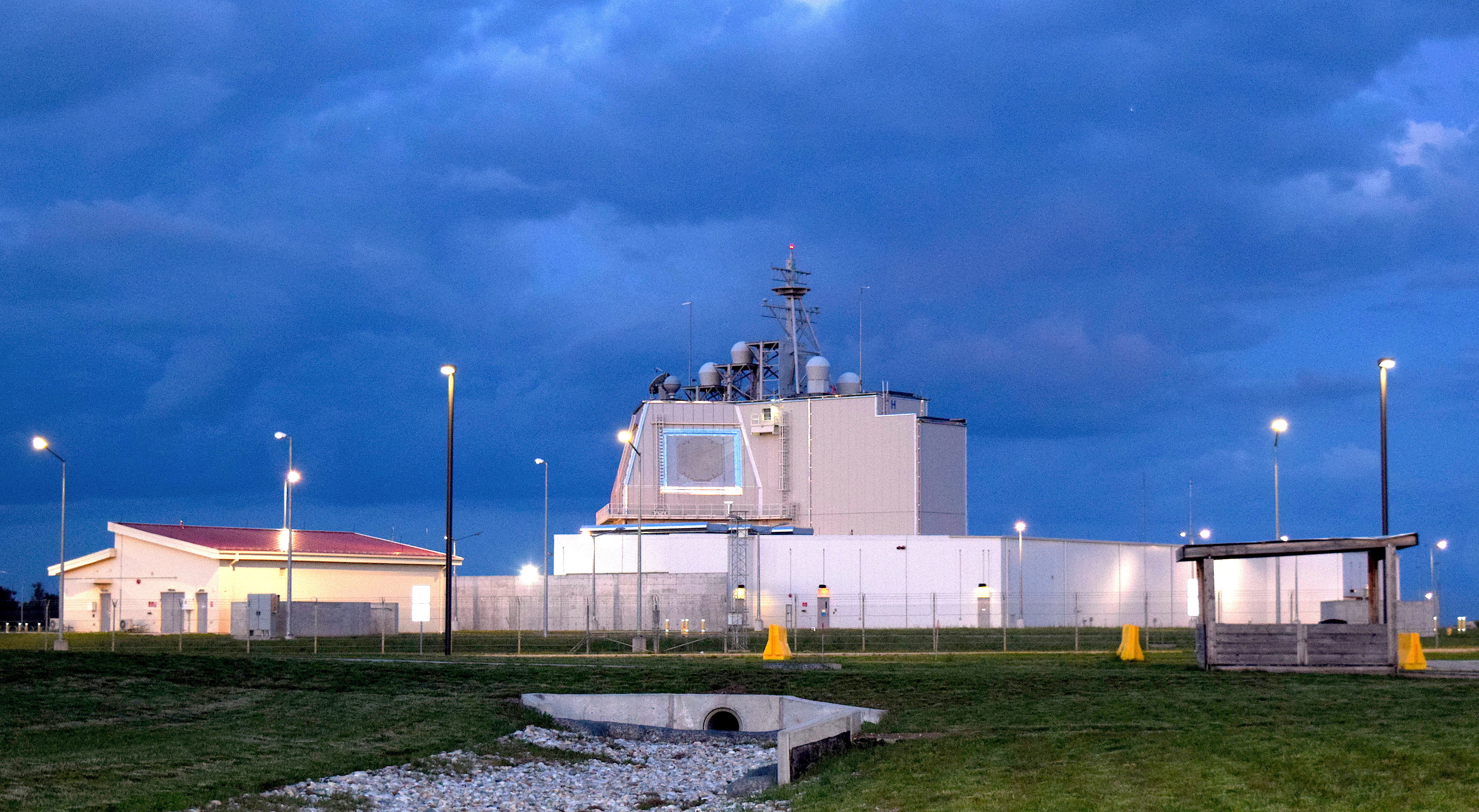
A romániai bázis

Az Aegis BMD (BMD – Ballistic Missile Defense System, azaz „ballisztikusrakéta-védelmi rendszer”) az Egyesült Államok Védelmi minisztériuma Rakétavédelmi ügynökségének programja keretében kifejlesztett légvédelmi rendszer, melynek célja az ellenséges, elsősorban interkontinentális ballisztikus rakéták (ICBM) elleni aktív védekezés. Része az Egyesült Államok nemzeti rakétavédelmi stratégiájának. Az Aegis BMD (ismert még Sea-Based Midcourse-nek is) elsődleges feladatköre a ballisztikus rakéták utógyorsítási szakasza előtti, légköri visszatérési pályáján való elfogása.
Elsősorban hadihajókra lett telepítve, kiterjesztve más fegyverrendszerekkel képezi az Aegis CS-t, melynek eleme az AN/SPY–1 fázisvezérelt rádiólokátor és a Standard rakétacsalád. Az Aegis BMD-vel felszerelt hadihajók képesek továbbítani más szárazföldi telepítésű rendszerkomponenseknek az észlelt céltárgyak lőelemeit és ha szükséges tűzvezetést létrehozni a potenciálisan legveszélyesebb elemek felé saját SM–2, vagy SM–3 Standard ellenrakétáival.
Ilyen hadihajók napjainkban az Arleigh Burke rombolóosztály egységei és a Ticonderoga osztály cirkálói között találhatóak, összesen hetvennégyen, valamint a japán flotta Kongó osztályú négy rombolóján (a Kongó, Csókai, a Mjókó és Kirisima).
Szárazföldi telepítésű rendszerelemei (Aegis Ashore, AA) is fel vannak szerelve egy AN/SPY–1 lokátorral és egy SM–3 üteggel. A rendszer képes felhasználni, alkalmazni az STSS adatait is. Az Obama kormányzat tervei szerint Romániában (Deveselu) és Lengyelországban is kiépít egy-egy ilyen telepet a 2010-es évek második felében. Addig azonban, 2016-ig, megerősíti a földközi-tengeri 6. amerikai flottát négy Aegis rendszerű rombolóval, melyek a dél-spanyolországi Rota hadikikötőbe kerültek áttelepítésre, az Európát védő rakéta-légvédelmi rendszer elemeiként (European Phased Adaptive Approach, EPAA). A februártól Rotán állomásozó USS Donald Cook-ot a USS Ross követte ugyanezen év június 16-án, a kontingenst ütemezetten a USS Porter és a USS Carney egészíti ki 2015-ben.
Napjaink rendszere a Lockheed Martin által fejlesztett Aegis Weapon System-et alkalmazza és a Raytheon fejlesztette RIM–161 Standard Missile 3-at (SM–3). Főbb beszállítók még a Boeing, Alliant Techsystems (ATK), Honeywell, Naval Surface Warfare Center, SPAWAR Systems Center, Johns Hopkins Egyetem Alkalmazott-fizikai laboratóriuma (JHU/APL) és a Massachusetts Institute of Technology Lincoln laboratóriuma.

## Fordítás
- Ez a szócikk részben vagy egészben  az   Aegis Ballistic Missile Defense System című angol Wikipédia-szócikk ezen változatának fordításán alapul.  Az eredeti cikk szerkesztőit annak laptörténete sorolja fel. Ez a jelzés csupán a megfogalmazás eredetét és a szerzői jogokat jelzi, nem szolgál a cikkben szereplő információk forrásmegjelöléseként.